# برادلي هوروويتز
برادلي هوروويتز (بالإنجليزية: Bradley Horowitz)‏ هو تقاني ‏ ورائد أعمال أمريكي، ولد في 8 مايو 1965 في ديربورن في الولايات المتحدة.

## وصلات خارجية
- الموقع الرسمي